# Sigfús J. Johnsen
Sigfús Johánn Johnsen (Ögur, 27 de abril de 1940-5 de junio de 2013) fue un matemático, físico y glaciólogo islandés.

## Biografía
Licenciado en Física y Matemáticas y máster en Física experimental en la Universidad de Copenhague, Sigfús se formó con el paleoclimatólogo danés Willi Dansgaard. Fue profesor en la misma universidad danesa y en 1987 fue contratado en la Universidad de Islandia, donde permaneció diez años. Regresó a Dinamarca como profesor de investigación en el Instituto Niels Bohr de la Universidad de Copenhague, aunque mantuvo su relación con la Universidad de Islandia a través de los centros de investigación.
A lo largo de la mayor parte de su carrera científica, Sigfús estuvo volcado en la investigación de las muestras de hielo y la glaciología de la capa de hielo de Groenlandia. Fue pionero en los estudios sobre los isótopos estables del agua para poder fijar la edad del hielo y sus resultados publicados en Science en 1969 alcanzaron relieve internacional. Impulsó el desarrollo de la perforadora de testigos de hielo profundos Istuk y participó en más de una treintena de expediciones de extracción demuestras  en la capa de hielo de Groenlandia. Científicos de todo el mundo se formaron con él en la extracción de estas muestras; Sigfús había desarrollado un modelo preciso de ingeniería con perforadoras de las capas de hielo, trabajando en la base NorthGRIP, en las muestras profundas de hielo Dye-3 y en el proyecto NEEM (North Greenland Eemian Ice Drilling) desarrollado por distintos países y que estuvo situado desde el este de Avannaa a la mitad norte de Tunu. Sus trabajos también se centraron en mejorar las técnicas de análisis e interpretación de las muestras obtenidas, para identificar los datos científicos sobre la física de los glaciares y el desarrollo del cambio climático global durante los últimos 150 000 años.
Sigfús fue autor de más de 200 artículos científicos en publicaciones de alto impacto. Profesor emérito de la Universidad de Copenhague desde 2010, entre muchos reconocimientos y galardones recibió, entre otros, el Cristal Seligman de la Sociedad Internacional de Glaciología en 1997 por sus destacadas contribuciones, fue nombrado Caballero de la Orden de Dannebrog de Dinamarca, se le otorgó la Medalla Hans Oeschger de la Unión Europea de Geociencias (EGS) o el doctorado honoris causa del Departamento de Ciencias de la Tierra de la Universidad de Islandia.